# 이다 알레텔리오

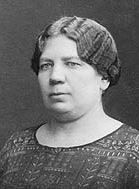

이다 소피아 알레텔리오(Ida Sofia Aalle-Teljo, 1875년 5월 6일 ~ 1955년 6월 17일)는 핀란드의 정치인이다. 1875년 누르미얘르비 출생. 결혼 이전의 성은 아흘스테트(Ahlstedt)였다. 1907년-1917년 핀란드 사회민주당 소속으로 의회의원을 역임했다. 지역구는 투르쿠 남부 선거구였다.
핀란드 내전 때는 적핀란드 측의 의회인 최고노동자평의회 평의원을 지냈다. 내전에서 패배한 뒤 소비에트 러시아로 도피했다가 1919년 핀란드로 돌아왔다. 적핀란드에서 고위직을 지냈기에 1922년까지 감옥에서 복역했다.